# Igeltjärnen (Torsåkers socken, Gästrikland, 670807-153470)
Igeltjärnen är en sjö i Hofors kommun i Gästrikland och ingår i Gavleåns huvudavrinningsområde.